# Nova Colinas
Nova Colinas là một đô thị thuộc bang Maranhão, Brasil. Đô thị này có diện tích 743,1 km², dân số năm 2007 là 4785 người, mật độ 6,44 người/km².